# Trichocera triangularis
Trichocera triangularis är en tvåvingeart som beskrevs av Alexander 1968. Trichocera triangularis ingår i släktet Trichocera och familjen vintermyggor.
Artens utbredningsområde är Nepal. Inga underarter finns listade i Catalogue of Life.